# Error quadrat mitjà de predicció
En estadística, l'error quadrat mitjà de predicció (MSPE), també conegut com a error quadrat mitjà de les prediccions, d'un procediment de suavització, ajustament de corbes o regressió és el valor esperat dels errors de predicció al quadrat (PE), la diferència quadrada entre els valors ajustats implicats per la funció predictiva. {\displaystyle {\widehat {g}}} i els valors del valor veritable (no observable) g. És una mesura inversa del poder explicatiu de {\displaystyle {\widehat {g}},} i es pot utilitzar en el procés de validació creuada d'un model estimat. Es requeriria el coneixement de g per calcular exactament l'MSPE; a la pràctica, s'estima el MSPE.

## Formulació
Si el procediment de suavització o ajustament té una matriu de projecció (és a dir, una matriu de barret) L, que mapeja el vector de valors observats {\displaystyle y} al vector de valors predits {\displaystyle {\hat {y}}=Ly,} aleshores PE i MSPE es formulen com:
{\displaystyle \operatorname {PE_{i}} =g(x_{i})-{\widehat {g}}(x_{i}),}
{\displaystyle \operatorname {MSPE} =\operatorname {E} \left[\operatorname {PE} _{i}^{2}\right]=\sum _{i=1}^{n}\operatorname {PE} _{i}^{2}/n.}
El MSPE es pot descompondre en dos termes: el biaix quadrat (error mitjà) dels valors ajustats i la variància dels valors ajustats:
{\displaystyle \operatorname {MSPE} =\operatorname {ME} ^{2}+\operatorname {VAR} ,}
{\displaystyle \operatorname {ME} =\operatorname {E} \left[{\widehat {g}}(x_{i})-g(x_{i})\right]}
{\displaystyle \operatorname {VAR} =\operatorname {E} \left[\left({\widehat {g}}(x_{i})-\operatorname {E} \left[{g}(x_{i})\right]\right)^{2}\right].}
La quantitat SSPE=nMSPE s'anomena error de predicció de suma quadrada. L' error de predicció de l'arrel quadrada mitjana és l'arrel quadrada de MSPE: RMSPE= arrel quadrada de MSPE.

## Càlcul de MSPE sobre dades fora de mostra
L'error de predicció al quadrat mitjà es pot calcular exactament en dos contextos. En primer lloc, amb una mostra de dades de longitud n, l'analista de dades pot executar la regressió només sobre q dels punts de dades (amb q < n ), retenint els altres n - q punts de dades amb el propòsit específic d'utilitzar-los per calcular l'MSPE del model estimat fora de la mostra (és a dir, no utilitzar dades que es van utilitzar en el procés d'estimació del model). Com que el procés de regressió s'adapta als q punts dins de la mostra, normalment l'MSPE dins de la mostra serà més petit que el de fora de la mostra calculat sobre els n - q punts de retenció. Si l'augment de l'MSPE fora de la mostra en comparació amb la mostra és relativament lleuger, això fa que el model es vegi favorablement. I si s'han de comparar dos models, el que té el MSPE més baix sobre els n – q punts de dades fora de la mostra es veu més favorablement, independentment del rendiment relatiu dins de la mostra dels models. L'MSPE fora de mostra en aquest context és exacte per als punts de dades fora de mostra sobre els quals es va calcular, però és només una estimació de l'MSPE del model per a la població majoritàriament no observada de la qual es van extreure les dades.
En segon lloc, a mesura que passa el temps, més dades poden estar disponibles per a l'analista de dades, i llavors l'MSPE es pot calcular a partir d'aquestes noves dades.

## Estimació de MSPE sobre la població
Quan el model s'ha estimat sobre totes les dades disponibles sense cap retenció, el MSPE del model sobre tota la població de dades majoritàriament no observades es pot estimar de la següent manera.
Per al model {\displaystyle y_{i}=g(x_{i})+\sigma \varepsilon _{i}} on {\displaystyle \varepsilon _{i}\sim {\mathcal {N}}(0,1)}, es pot escriure
{\displaystyle n\cdot \operatorname {MSPE} (L)=g^{\text{T}}(I-L)^{\text{T}}(I-L)g+\sigma ^{2}\operatorname {tr} \left[L^{\text{T}}L\right].}
Utilitzant valors de dades dins de la mostra, el primer terme del costat dret és equivalent a
{\displaystyle \sum _{i=1}^{n}\left(\operatorname {E} \left[g(x_{i})-{\widehat {g}}(x_{i})\right]\right)^{2}=\operatorname {E} \left[\sum _{i=1}^{n}\left(y_{i}-{\widehat {g}}(x_{i})\right)^{2}\right]-\sigma ^{2}\operatorname {tr} \left[\left(I-L\right)^{T}\left(I-L\right)\right].}
Així,
{\displaystyle n\cdot \operatorname {MSPE} (L)=\operatorname {E} \left[\sum _{i=1}^{n}\left(y_{i}-{\widehat {g}}(x_{i})\right)^{2}\right]-\sigma ^{2}\left(n-\operatorname {tr} \left[L\right]\right).}
Si {\displaystyle \sigma ^{2}} és conegut o ben estimat per {\displaystyle {\widehat {\sigma }}^{2}}, es fa possible estimar MSPE per
{\displaystyle n\cdot \operatorname {\widehat {MSPE}} (L)=\sum _{i=1}^{n}\left(y_{i}-{\widehat {g}}(x_{i})\right)^{2}-{\widehat {\sigma }}^{2}\left(n-\operatorname {tr} \left[L\right]\right).}
Colin Mallows va defensar aquest mètode en la construcció del seu estadístic de selecció de models Cp, que és una versió normalitzada del MSPE estimat:
{\displaystyle C_{p}={\frac {\sum _{i=1}^{n}\left(y_{i}-{\widehat {g}}(x_{i})\right)^{2}}{{\widehat {\sigma }}^{2}}}-n+2p.}
on p el nombre de paràmetres estimats p i {\displaystyle {\widehat {\sigma }}^{2}} es calcula a partir de la versió del model que inclou tots els possibles regressors. Això conclou aquesta prova.